# Thành công sinh sản

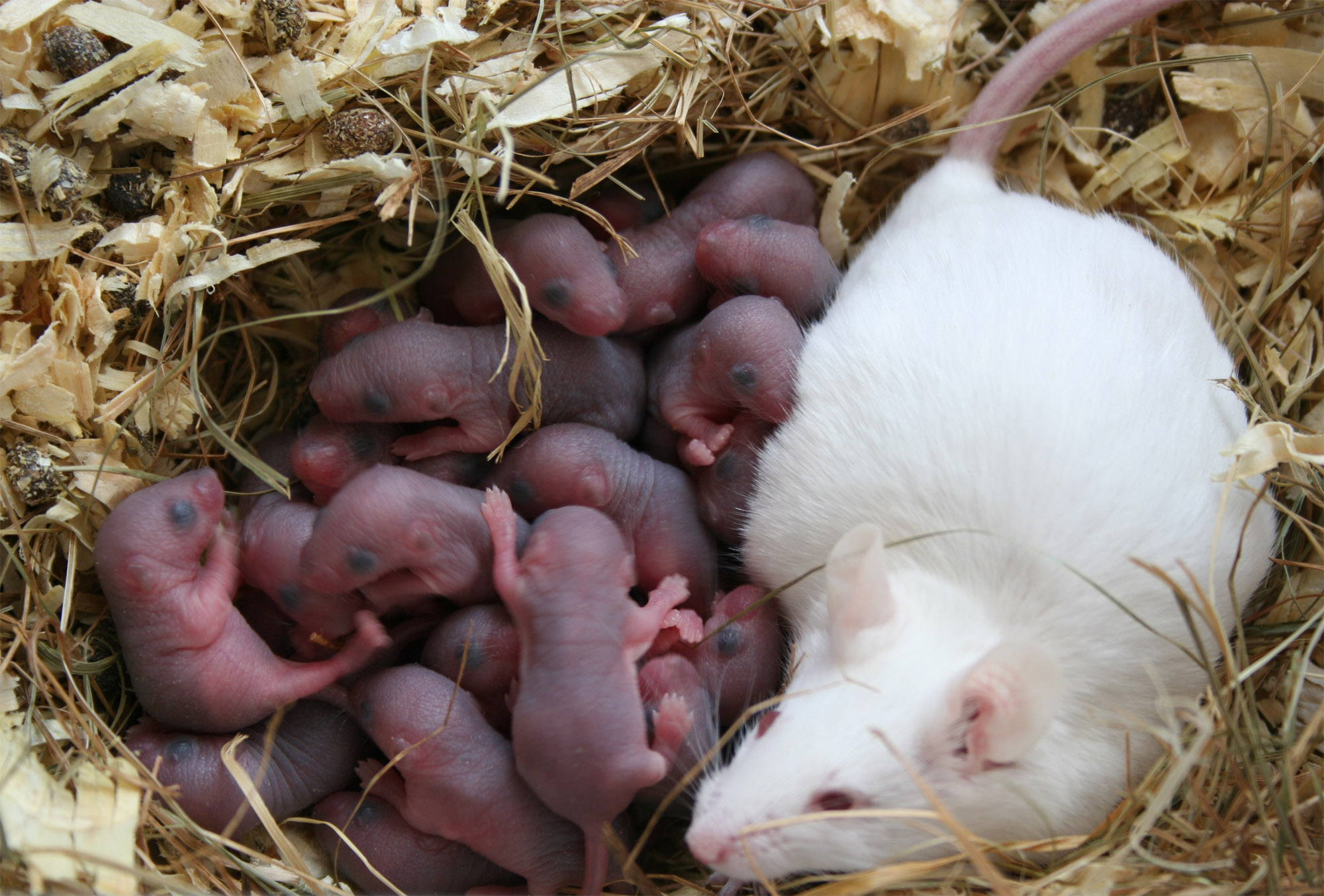
Loài chuột là một ví dụ về sự thành công sinh sản, chúng có sức đẻ rất mắn và trở thành động vật thành công chỉ sau con người

Thành công sinh sản (Reproductive success) hay sinh sản thành công là định nghĩa chỉ về sự sinh đẻ con cái của mỗi cá thể trong mỗi sự kiện sinh sản hoặc suốt đời, tạo ra nhiều thế hệ kế tiếp trong mỗi giống loài hoặc dòng, giống, nòi (con đàn cháu đống). Điều này không bị giới hạn bởi số lượng con được tạo ra bởi một cá thể (sự mắn đẻ), mà còn là thành công sinh sản của chính những con cái này. Thành công sinh sản có khái niệm rộng hơn chuyển dạ thành công (sự thuận lợi trong một ca sinh nở cụ thể), nó khác với sức sinh sản (sức đẻ) ở chỗ thành công của cá thể không nhất thiết là yếu tố quyết định sức mạnh thích nghi của kiểu gen vì ảnh hưởng của cơ hội và môi trường không có ảnh hưởng đến các gen cụ thể đó. 

## Đại cương
Thành công sinh sản biến thành một phần của sức khỏe giống nòi khi con cái thực sự được gia nhập vào quần thể sinh sản. Nếu số lượng con không tương quan với chất lượng thì điều này sẽ tăng lên, nhưng nếu không vượt quá thành công sinh sản phải được điều chỉnh bằng các đặc điểm dự đoán tỷ lệ sống sót của con non để được đo lường hiệu quả. Chất lượng và số lượng là tìm kiếm sự cân bằng giữa sinh sản và sự bảo toàn và lý thuyết lão hóa dùng một lần cho chúng ta biết rằng tuổi thọ dài hơn sẽ phải trả giá bằng sinh sản và do đó tuổi thọ không phải lúc nào cũng tương quan với mức sinh cao.
Công sức chăm sóc, nuôi dưỡng của cha mẹ là một yếu tố quan trọng trong thành công sinh sản vì chăm sóc con cái tốt hơn là điều thường sẽ mang lại cho chúng lợi thế về sự khỏe mạnh sau này trong cuộc sống. Điều này bao gồm lựa chọn bạn đời và chọn lọc giới tính là một yếu tố quan trọng trong thành công sinh sản, đó là một lý do khác khiến thành công sinh sản khác với sức sinh sản vì sự lựa chọn và kết quả cá nhân quan trọng hơn sự khác biệt di truyền. Khi thành công sinh sản được đo lường qua nhiều thế hệ, các nghiên cứu theo chiều dọc là loại nghiên cứu được ưa thích khi chúng theo dõi một quần thể/dân số hoặc một cá thể trong một khoảng thời gian dài hơn để theo dõi sự tiến triển của cá thể/cá nhân. Những nghiên cứu dài hạn này được ưa thích hơn vì chúng phủ nhận những ảnh hưởng của sự thay đổi trong một năm hoặc mùa sinh sản.
Để bổ sung một sự hiểu biết đầy đủ về thành công sinh sản hoặc sức sinh sản, cần phải hiểu lý thuyết về chọn lọc tự nhiên. Lý thuyết chọn lọc tự nhiên của Darwin giải thích sự thay đổi biến đổi gen theo thời gian trong một loài cho phép một số cá thể phù hợp hơn với áp lực môi trường của chúng, tìm bạn tình phù hợp và/hoặc tìm nguồn thức ăn hơn những loài khác. Theo thời gian, những cá thể đó truyền lại gen di truyền cho con cái của họ và do đó tần số của tính trạng hoặc gen có lợi này tăng lên trong quần thể đó. Điều tương tự cũng có thể đúng cho điều ngược lại. Nếu một cá thể được sinh ra với cấu trúc di truyền khiến chúng không phù hợp với môi trường của chúng, chúng có thể ít có cơ hội sống sót và truyền gen và do đó có thể thấy những đặc điểm bất lợi này giảm tần số. Đây là một ví dụ về cách thành công sinh sản cũng như sức sinh sản là một thành phần chính của lý thuyết chọn lọc tự nhiên và tiến hóa.